# Peyrat-de-Bellac
Peyrat-de-Bellac település Franciaországban, Haute-Vienne megyében. Lakosainak száma 1059 fő (2022. január 1.). Peyrat-de-Bellac Saint-Ouen-sur-Gartempe, Bellac, Blanzac, Blond, La Croix-sur-Gartempe, Val d’Issoire és Saint-Bonnet-de-Bellac községekkel határos.

## Népesség
A település népességének változása:
| Lakosok száma | 1117 | 1084 | 1096 | 1065 | 1054 | 1044 | 1049 | 1054 | 1059 |
|               | 2013 | 2015 | 2016 | 2017 | 2018 | 2019 | 2020 | 2021 | 2022 |